# 原貫太
原 貫太（はら かんた、1994年4月22日 - ）は、日本のYouTuber。フリーランス国際協力師。ジャーナリスト。

## 概要
神奈川県出身。逗子開成中学校・高等学校、早稲田大学文学部卒業。大学1年の春休みに就職活動の話題作りと思って参加したフィリピンのスタディーツアーでスラム街の現状調査などを体験した際に、フィリピンで物乞いをする少女と出会ったことをきっかけに、学生時代から国際協力活動をはじめていく。大学3年の2016年1月、京都市にあるNPO法人の助けを借りて、ウガンダで内戦の被害者といえる元少女兵にインタビューなどをしたり、バングラデシュのストリートチルドレンやウガンダの元子ども兵、南スーダンの難民を支援してきた。
大学4年生の在学中にNPO法人コンフロントワールドを設立して、新卒で国際協力関係の仕事に従事していく。また、出版や講演、ブログを通じた啓発活動にも取り組み、2018年3月に早稲田大学から小野梓記念賞を受賞した。大学卒業後は、過労が原因で適応障害を発症し、同法人の活動から離れる。半年間の闘病生活を経て2019年からフリーランスとして活動を再開。現在はアフリカと日本を行き来しながら、ウガンダのローカルNGOと協働し、北東部で女子児童に対する生理用品支援などの活動を行い、国際協力をテーマに多様な働き方を実践している。
SNSでの情報発信にも力を入れており、YouTubeチャンネルの登録者は23万人超（2023年8月現在）。

## 人物
大学3年の夏から春にかけて、早稲田大学の交換留学プログラムでカリフォルニア州立大学チコ校に留学をしており、インターネットの格安オンライン英会話サービスを利用して英語力を磨いた上で留学したという。
身長は179cm

## 著書
- 世界を無視しない大人になるために
- あなたとSDGsをつなぐ「世界を正しく見る」 習慣 KADOKAWA 2021年12月 ISBN 9784046055545